# 許冠文
許冠文，JP（1942年9月3日—），香港男演員，香港演藝人協會創會會長。1982年，憑《摩登保鑣》成為首屆香港電影金像獎最佳男主角，後獲香港導演會頒發「2017年度榮譽大獎」，香港編劇家協會頒發「銀禧榮譽大獎」，以及第40屆香港電影金像獎終身成就獎。2020年獲選第44屆香港國際電影節（HKIFF）「焦點影人」。2023年，憑《風再起時》獲頒第41屆香港電影金像獎最佳男配角。
在1970至1990年代，許冠文曾經自編自導，與其弟許冠英及許冠傑一同主演一系列深受歡迎的喜劇電影，開啟粵語喜劇先河。許冠文是「許氏兄弟」的長兄，么弟許冠傑於1970年代開啟粵語流行曲的潮流，被譽為是香港「歌神」。許氏兄弟的作品是粵語流行文化的先驅，笑中帶淚，蘊藏哲理。

## 早年生活
許冠文籍貫廣東番禺潭山村，1942年9月3日於廣東省廣州市出生。父親許世昌是教師，曾任酒店經理、銷售員等職務，亦是業餘小提琴樂師。母親李倩雲是粤劇愛好者，曾當播音員。
1950年，許冠文一家移居來到香港，最初父親跟兒女說只是暫時寄居，結果一直住了下來。 孩童時代，許氏一家住在鑽石山上元嶺木屋區，後來遷往蘇屋邨彩雀樓。 許冠文曾先後就讀佛教志蓮小學、喇沙書院（1962年中五）、柏立基教育學院（1965年畢業，一年制課程），由于家庭经济能力有限，他先於蘇屋北官立小學任教，再於聖芳濟書院任教職三年，隨後入读并在1969年畢業於香港中文大學聯合書院社會學系。入讀大學三年級期間曾申請《華僑日報》批出的助學金運動大專學生貸款繼續升學。少年時期，許冠文的興趣是集郵，曾經因為家境贫穷而要變賣自己的郵編珍藏。 大學時期，許冠文的志願是當總統和政治人物，他曾是中大聯合書院學生會會長。 曾奪得「孟氏基金會全港大專學院英文辯論比賽」冠軍。

## 演藝事業

### 大學時期/無綫電視/雙星報喜
1968年3月，讀大學期間的許冠文為學費問題並在許冠傑引路下加入無綫電視（TVB），創作並主持《星辰校際盃常識問答比賽》，偶爾在弟弟許冠傑主持的《星報青年節目Star Show》中亮相。其後許冠文參與了綜藝節目《歡樂今宵》，主持《永安幸運輪》遊戲，並創作了《新聞趣事》、《如果集》等諷刺時事環節，和梁醒波、杜平等資深演員合作，獲得好評。
許冠文曾經在《歡樂今宵》中訪問當時剛回香港發展的李小龍，亦主持《報曉雅集》（香港首個晨早新聞節目）和參演其他TVB節目如《芳芳的旋律》、《七喜合家歡》，在《芳芳眼中的銀幕前後》中演出諷刺小品《悲歡離合大狂魔》等。1969年大學畢業後，許冠文曾經離開無綫，轉到中環上班，任職英資美靈廣告公司（Marklin Advertising），職位是助理客戶主任。
1971至1972年期間，在無綫編導周梁淑怡的安排下，許冠文回到電視圈，與弟弟許冠傑共同創作並演出喜劇綜合節目《雙星報喜》。在《雙星報喜》中，二人合作的機關槍式搞笑GAG SHOW，諷刺時弊，加上以菲林拍攝的MV，演繹歐西流行曲，播出之後大受歡迎，奠定了許氏兄弟日後在影壇、樂壇的成功基礎。「邊個夠我威」、「點到你唔服」成為當年的潮語，改寫了港式諧趣劇的發展；而後來大受歡迎的「鐵塔凌雲」一曲（原名：就此模樣）亦是於此節目中首播（第二季1972年），標致著香港的流行文化正式進入粵語時代。
《雙星報喜》之後，許冠文升任TVB的創作主任，參與了1972年六一八雨災賑災義演節目《無綫電視籌款賑災慈善表演大會》（英語：HK-TVB Operation Relief）、第一屆香港小姐競選的籌備，和劉天賜、鄧偉雄等負責處境喜劇《香港73》的編劇，並於1973年大年初一和許冠傑主持《雙星報喜》的最後一集《雙星迎春》。

### 喜劇生涯（邵氏/嘉禾/許氏影業）
1972年年中，身為電視藝員的許冠文，獲大導演李翰祥的賞識，起用為邵氏公司電影《大軍閥》的男主角，剃光頭破格演出濟南糊塗軍閥龐大虎，初次登上電影大屏幕的許冠文，和女星狄娜合作，結果票房突破港幣三百萬，位列全年第三位，同年許冠文亦以《大軍閥》中的形象，參與了1972年8月香港海底隧道通車的儀式。其後許冠文和邵氏公司繼續合作，在李翰祥導演指導下，拍攝《一樂也》、《聲色犬馬》、《醜聞》，共四部國語片，均獲得不錯的口碑和成績。
1974年，許冠文轉投鄒文懷先生的嘉禾電影公司，和許冠傑兄弟再度攜手，製作粵語對白的《鬼馬雙星》，開畫瞬即引起巨響，創下六百萬票房佳績，打破香港開埠票房紀錄。而電影的原聲粵語大碟亦於同年推出，暢銷香港及東南亞一帶各地。值得一提的是，《鬼馬雙星》的幕前幕後陣容十分鼎盛，包括策劃吳宇森，武術指導洪金寶，音樂顧嘉煇和蓮花樂隊，聯合主演有黃霑、呂有慧、許紹雄、石天和丁佩等。
1974-1981年，許氏兄弟的喜劇電影《鬼馬雙星》(1974)、《天才與白痴》(1975)、《半斤八兩》(1976)、《賣身契》(1978)、《摩登保鑣》(1981)連續五次成為年度票房冠軍，並三度刷新香港開埠票房最高紀錄，成為當時的票房保證。
許冠文的喜劇經常描寫打工階層，自己則擅長演刻薄的老闆，歡笑中帶有無奈，深得普羅市民共鳴。而許氏兄弟電影中的配樂，除了和電影同名的主題曲之外，亦有多首流行插曲，包括：“雙星情歌”、“浪子心聲”、“天才白痴往日情”、“天才白痴夢”、“天才白痴錢錢錢”、“杯酒當歌”、“印象”等。
由吳宇森執導，弟弟許冠英主演的《發錢寒》(1977)取得1977年華語電影票房冠軍。在香港本土，《半斤八兩》是整個1970年代最高收入的電影，高於同時代的《星球大戰》、《大白鯊》、《超人》等荷里活大片。而弟弟許冠傑主演的《最佳拍檔》系列電影，亦佔據了1982-1984年連續三年的票房冠軍寶座。縱觀1974-1984，十一年當中的九年票房冠軍皆是由許氏兄弟（組合或個人）奪得，取得巨大的商業成功。
1981年，香港首辦的香港電影金像獎頒獎典禮，許冠文憑《摩登保鑣》奪得最佳男主角，得到全香港電影業界認同，成為首位影帝。1981年在鄒文懷先生的安排下，許冠文和成龍參演了由嘉禾公司投資的荷里活電影《炮彈飛車》，與畢雷諾士、羅渣摩亞、甸馬田、小森美戴維斯等國際影星同場演出，結果成為美國全年賣座第四名。
1980年代許氏兄弟單飛時期作品：和葉蒨文、盧海鵬合演《鐵板燒》(1984)、和吳耀漢、岑建勳合演《智勇三寶》(1985)、和鍾楚紅、董驃合演《歡樂叮噹》(1986)、和梅艷芳、許冠英合演《神探朱古力》(1986)。許冠文於1987年離開合作多年的嘉禾電影公司，以許氏影業有限公司名義和新寶院線合作，自任出品人，和許冠英、張艾嘉、吳啟華合演《雞同鴨講》（1988），和許冠英、鄭文雅、黃百鳴、王祖賢合演《合家歡》（1989）。前者為該年度的暑期票房冠軍，而後者則是賀歲檔期冠軍。
1990年許氏三兄弟重組作品《新半斤八兩》（1990），其後作品還有：與黎明、黃子華合作的《神算》（1992）、陳友導演的《丐世英雄》（1992）、和蕭芳芳合演《搶錢夫妻》（1993）、和軟硬天師合演《富貴人間》（1995）、和鞏俐、張曼玉合作王穎導演電影《中國匣》（1997）等，當中《搶錢夫妻》在1994年香港電影金像獎獲得最佳電影獎等提名，而《中國匣》在美國藝術電影市場的票房成績不俗。。在八、九十年代，許冠文、許冠英有較多合作，而許冠英、許冠傑合作作品則有：《花田囍事》（1993）、《水滸笑傳》（1993）、《大贏家》（2000）等。
許冠文於1977年獲得香港傑出青年獎。1993年許冠文因應成龍、梅艷芳之邀請，出任香港演藝人協會的創會會長，其後連任兩屆，現為該協會的永遠名譽會長。他亦曾任香港特別行政區港事顧問、1997和2002香港選舉委員會委員。

### 日本Mr Boo!旋風/人情喜劇王
1970年代後期至1980年代，許氏兄弟電影在日本、東南亞和部份歐洲等非華語地區享有一定的影響力。《半斤八兩》（Mr.Boo!ミスター・ブー）由嘉禾公司和東寶東和公司發行，1979年2月份在日本上映，牽起了Mr. Boo!電影熱潮，票房高達10億日圓，其後嘉禾公司安排了Mr Boo!系列的續篇：《賣身契》（Mr.Boo!インベーダー作戦）、《鬼馬雙星》（Mr.Boo!ギャンブル大将）、《摩登保鑣》（新Mr.Boo!アヒルの警備保障）、《鐵板燒》（新Mr.Boo!鉄板焼）等相繼在日本上映，成績理想。
1979-1983年間，許冠文、許冠英、許冠傑三兄弟曾經多次訪日，並登上各類電視節目，Mr Boo!東京歌影迷會、大阪影迷會亦相繼成立，而許冠傑亦推出了多張同名的日語專輯。廣川太一郎（Taichirō Hirokawa 1939-2008）、北野武（Takeshi Kitano）負責許冠文、許冠傑二人的日版配音，Mr Boo!系列獲得漫畫大師赤塚不二夫和著名日本電影評論家林冬子的高度評價。1981年日本經典電影《車站》（駅Station）內有主角高倉健（Ken Takakura 1931-2014）在電影院觀賞《半斤八兩》的畫面。
1980年代後期，由許冠英領銜主演的《殭屍先生》（霊幻道士れいげんどうし）系列也成功登陸日本。1990年代《雞同鴨講》（ホンコン・フライド・ムービー）在日本推出時，許冠文被日媒譽為「人情喜劇王」。2012年，許冠文獲邀擔任第六屆日本沖繩喜劇電影節評委。《半斤八兩》（Mr.Boo!ミスター・ブー）的日本公映版底片現存於「東京國立近代美術館」（現為 National Film Archive of Japan）。
同期間，Mr Boo!系列在德國、法國、意大利和西班牙等國家上映，獲得良好迴響，為後來的香港電影如諧趣功夫片、靈幻殭屍片等登陸歐洲奠定良好的市場發行基礎。1984年《鐵板燒》獲邀瑞士國際喜劇節，許冠文在喜劇泰斗查理卓別林（Charles Chaplin）的居住地沃韋市（Vevey）獲得榮譽表揚獎。

### 千禧年後

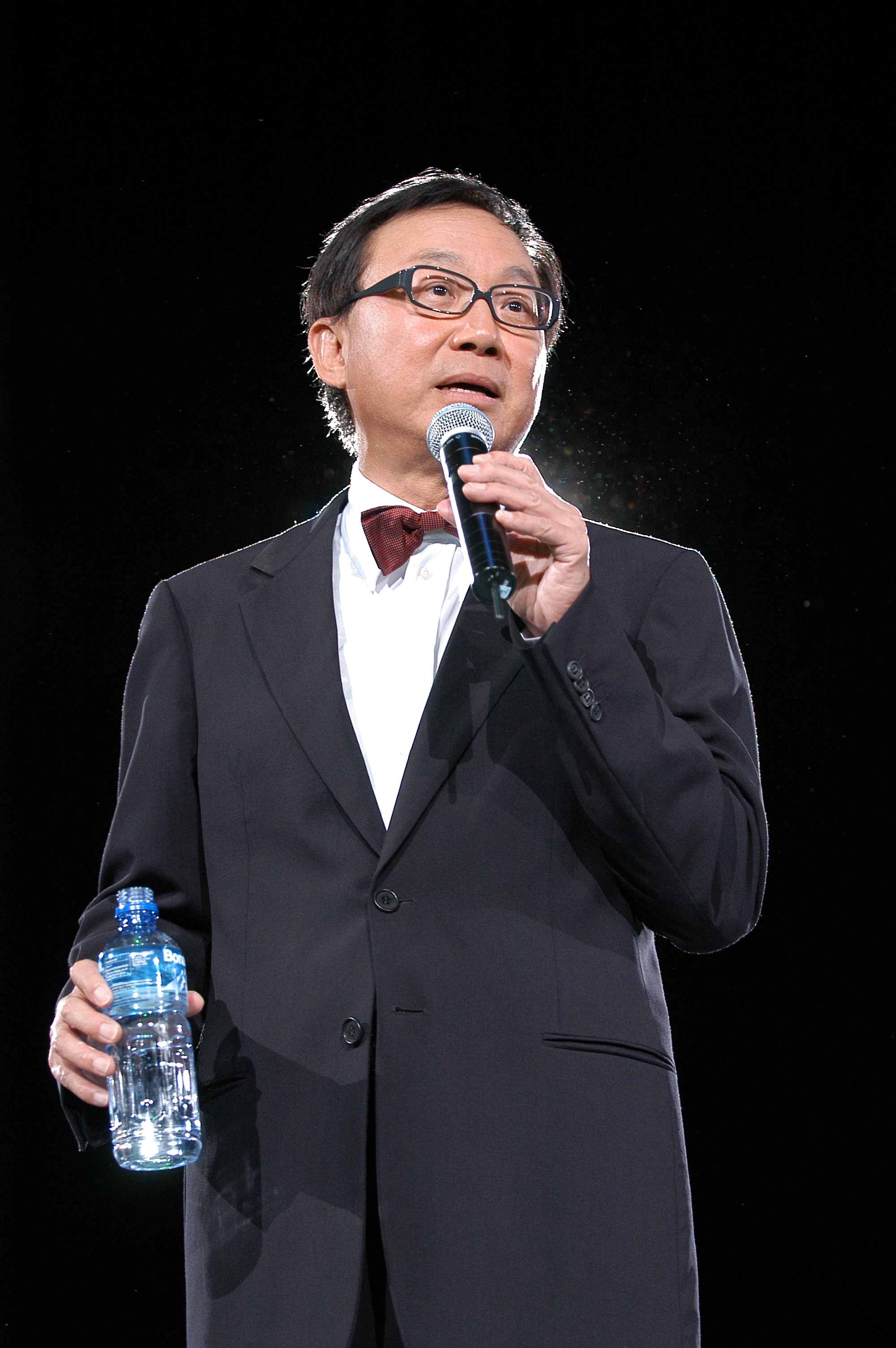
許冠文在2005年

2000年後許冠文演出作品：和劉青雲、楊千嬅合演《煎釀叄寶》（2003）、客串演出古天樂、劉青雲電影《鬼馬狂想曲》（2004）、和成龍、古天樂合演《寶貝計劃》（2006）、皮克斯動畫《天外奇蹟》（2009聲演）、《懸紅》（2012客串）、和王祖藍、王菀之合演《Delete愛人》（2014）等。
2016年主演的《一路順風》入選第53屆金馬獎最佳劇情片、最佳男主角等八項提名，第11屆亞洲電影大獎最佳電影、最佳男主角（提名），並獲得第36屆香港電影金像獎最佳兩岸華語電影。其後客串演出翁子光導演的《風再起時》，並憑該片獲得第41屆香港電影金像獎最佳男配角。2018年客串黃子華主演的賀歲喜劇《棟篤特工》。。2021年參與演出香港抗疫電影《總是有愛在隔離》。2024年，主演圍繞香港殯儀的電影《破·地獄》，是許冠文及黃子華繼1992年香港喜劇電影《神算》後再度合作。同年，主演香港犯罪動作劇情片《誤判》。
2025年6月3日，許冠文獲香港恒生大學頒授榮譽社會科學博士，以表揚他在演藝界的卓越貢獻及成就。

## 電影作品
- 1972	大軍閥
- 1973	一樂也
- 1974	聲色犬馬
- 1974	醜聞
- 1974	鬼馬雙星
- 1975	天才與白痴
- 1976	半斤八兩
- 1978	賣身契
- 1981	砲彈飛車
- 1981	摩登保鑣
- 1984	鐵板燒
- 1985	智勇三寶
- 1986	歡樂叮噹
- 1986	神探朱古力
- 1988	雞同鴨講
- 1989	合家歡
- 1990	新半斤八兩
- 1991	豪門夜宴
- 1992	神算
- 1992	丐世英雄
- 1993	搶錢夫妻
- 1995	富貴人間
- 1997	中國匣
- 2000	創業玩家
- 2004	鬼馬狂想曲
- 2004	煎釀叄寶
- 2006	寶貝計劃
- 2012	懸紅
- 2014	Delete愛人
- 2016	一路順風
- 2018	棟篤特工
- 2021	總是有愛在隔離
- 2023	風再起時
- 2024	破·地獄
- 2024	誤判
- 2025   怒火漫延

## 藝術成就

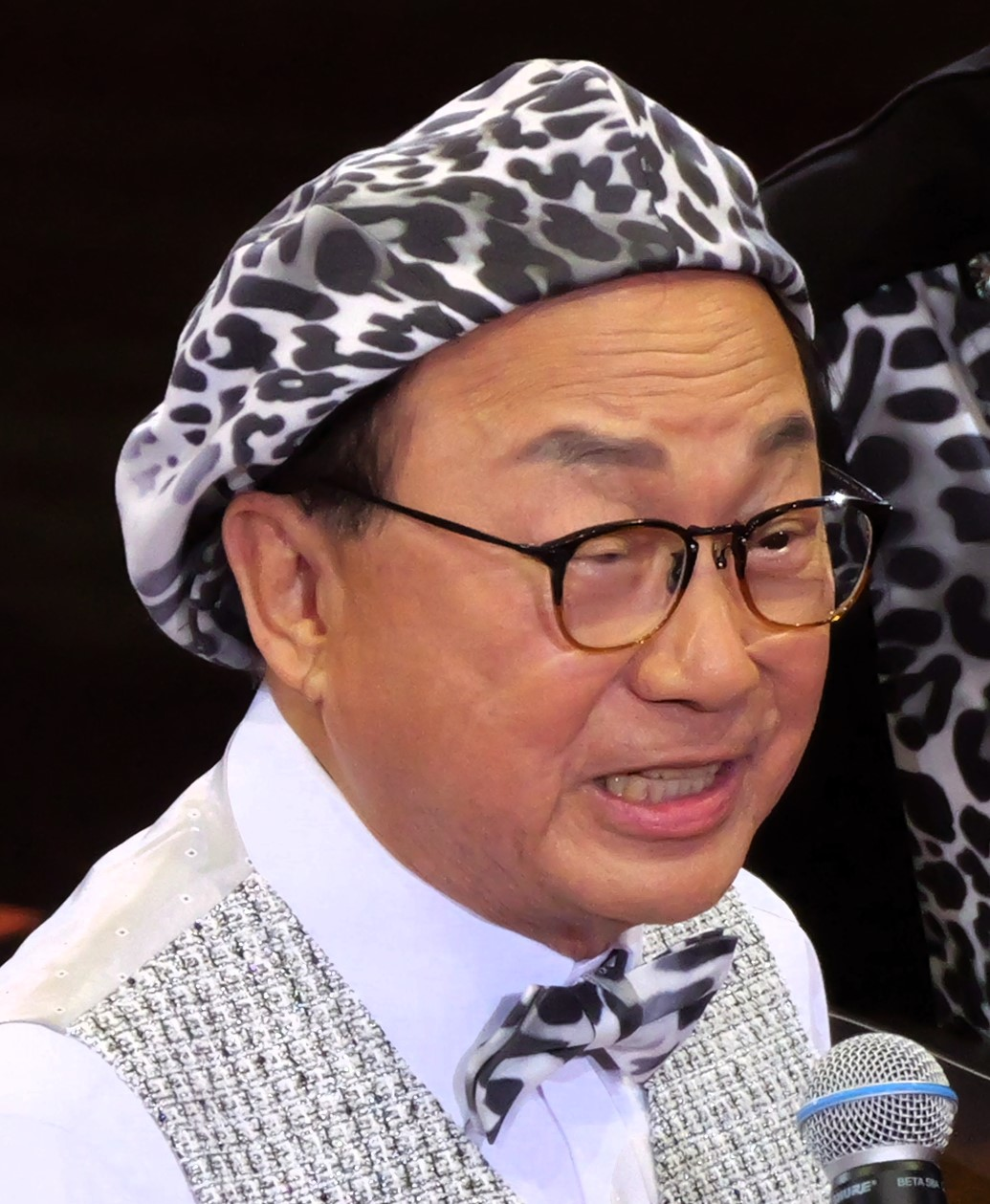
2024年3月31日，許冠文於紅磡香港體育館為《許冠傑此時此處最緊要好玩演唱會2024》演出

1976年憑《天才與白痴》獲得倫敦電影節年度優秀獎。1978年憑《賣身契》獲取第15屆金馬獎「優秀電影」獎、最佳剪輯（張耀宗獲獎）、最佳導演（提名）。1982年許冠文凭《摩登保鑣》获得第1屆香港電影金像獎「最佳男主角」殊荣，成為香港首位「金像影帝」，其后的八年间，许冠文获得六次「最佳男主角」提名、三次「最佳編劇」提名。1984年《鐵板燒》於瑞士國際喜劇節參展，許冠文在喜劇泰斗查理·卓别林的居住地沃偉獲得榮譽表揚獎。
1989年憑《雞同鴨講》獲得美國電影學院（American Film Institute）於拉斯維加斯舉辦的國際喜劇電影節（Cinetex International Comedy Film Festival）中獲得最佳演員獎。
1991年憑《新半斤八兩》獲得香港藝術家聯會1990年度「最佳演員獎」。《雞同鴨講》、《新半斤八兩》亦分別獲得倫敦電影節年度優秀電影獎。1992年芝加哥藝術學院電影中心頒發「傑出電影藝術家獎」，並由芝加哥市長宣佈1992年3月14日為「許冠文日」。1995年憑《搶錢夫妻》入選日本東京國際電影節年度最佳亞洲電影。
許冠文自導自演的電影《半斤八兩》入選1995年香港電台的「最難忘經典香港電影」之一，同年許冠文獲得香港電台「百年夢工場」的「我最喜愛藝人獎」。2004年香港政府在尖沙咀海濱花園興建「星光大道」，許冠文是首批獲嘉許的藝人之一，和弟弟許冠傑二人的掌印均鑲嵌在經過特別製作的紀念牌匾上。2006年許冠文獲香港「號外」雜誌頒發「三十年 Creative Legend 大獎」。
《半斤八兩》，於2010年被香港電影資料館評為「百部不可不看的香港電影」之一，同年《半斤八兩》、《天才與白痴》同時入選台北金馬影展「影史百大華語電影」，而許冠文則獲選「50大華語導演」。2011年獲得意大利烏甸尼斯電影節頒發「終身成就獎」。
2016年許冠文又再次活躍影壇，參與演出台灣電影《一路順風》榮獲第53屆金馬獎8項提名，其中包括「最佳男主角」。
2017年3月許冠文憑《一路順風》獲提名第11屆亞洲電影大獎「最佳男主角」提名。 同年，香港導演會頒發「2017年度榮譽大獎」，香港編劇家協會頒發「銀禧榮譽大獎」。
2020年10月許冠文獲第44屆香港國際電影節HKIFF選為2020「焦點影人」。
2022年，許冠文獲頒第40屆香港電影金像獎終身成就獎。 2023年獲頒第41屆香港電影金像獎最佳男配角。

## 社會公益服務
- 1992年起出任香港導演會副會長、香港電影編劇學會榮譽顧問、香港影業協會副會長及理事。
- 1994年獲選為香港演藝人協會創會會長，並且連任第二屆會長，1997後擔任永遠名譽會長。
- 1995-1997 獲中國國務院委任為港事顧問。
- 1995年獲香港港督彭定康委任為香港藝術發展局委員。
- 1996年獲選為香港特別行政區第一屆政府推選委員會會員。
- 1997年成為香港特別行政區第九屆全國人大代表選舉會議成員。
- 2001-2007 被香港政府委任為香港旅遊發展局委員。
- 2002年成為香港特別行政區第十屆全國人大代表選舉會議成員。
- 2004年被特區政府委任為「太平紳士」（首位藝人獲得）。
- 2006年獲香港嶺南大學頒授「榮譽院士」和榮譽講師。

## 許氏兄弟
許冠文、許冠英、許冠傑一起合作過多部香港經典喜劇電影，開啟了香港的「鬼馬」文化潮流。2000年代以後，許氏三兄弟常見於許冠傑巡迴演唱會上，許冠英是嘉賓常客，而許冠文亦常於演唱會上演出棟篤笑。許冠文和許冠傑的手印可見於九龍尖沙咀星光大道。
- 許冠文（Michael Hui）：許家長子，有一子許思維及一女許思行
- 許冠武（Stanley Hui）：許家二子，電影攝影師及導演，曾參與《半斤八兩》、《新半斤八兩》等電影的幕後策劃及客串演出。經常協助哥哥許冠文的棟篤笑巡迴表演，和在其弟弟許冠傑的演唱會上偶爾亮相。
- 許冠英（Ricky Hui）：許家三子，著名演員。暱稱：雞泡。代表作有《發錢寒》、《殭屍先生》等。於2011年因心臟病離世，終年65歲。
- 許冠傑（Samuel Hui）：許家四子，著名歌手和演員，在香港樂壇有「歌神」稱號。電影代表作有：《鬼馬雙星》、《半斤八兩》、《最佳拍檔》、《衛斯理傳奇》、《紅場飛龍》、《笑傲江湖》等。

## 獎項
| 年份   | 頒獎典禮                             | 獎項             | 影片       | 結果 |
| ------ | ------------------------------------ | ---------------- | ---------- | ---- |
| 1978年 | 第15屆金馬獎                         | 最佳導演         | 賣身契     | 提名 |
| 1982年 | 第1屆香港電影金像獎                  | 最佳男主角       | 摩登保鑣   | 獲獎 |
| 1985年 | 第4屆香港電影金像獎                  | 最佳男主角       | 鐵板燒     | 提名 |
| 1985年 | 第4屆香港電影金像獎                  | 最佳編劇         | 鐵板燒     | 提名 |
| 1986年 | 第5屆香港電影金像獎                  | 最佳男主角       | 智勇三寶   | 提名 |
| 1987年 | 第6屆香港電影金像獎                  | 最佳男主角       | 神探朱古力 | 提名 |
| 1987年 | 第6屆香港電影金像獎                  | 最佳編劇         | 神探朱古力 | 提名 |
| 1989年 | 第8屆香港電影金像獎                  | 最佳男主角       | 雞同鴨講   | 提名 |
| 1990年 | 第9屆香港電影金像獎                  | 最佳男主角       | 合家歡     | 提名 |
| 1991年 | 第10屆香港電影金像獎                 | 最佳男主角       | 新半斤八兩 | 提名 |
| 2011年 | 第13屆烏甸尼遠東電影節               | 金桑樹終身成就獎 | 不適用     | 獲獎 |
| 2016年 | 第53屆金馬獎                         | 最佳男主角       | 一路順風   | 提名 |
| 2017年 | 香港電影導演會年度大獎               | 榮譽大獎         | 不適用     | 獲獎 |
| 2017年 | 香港電影編劇家協會年度大獎           | 銀禧榮譽大獎     | 獲獎       |      |
| 2017年 | 第11屆亞洲電影大獎                   | 最佳男主角       | 一路順風   | 提名 |
| 2017年 | 2017電影之夜｜第17屆華語電影傳媒大獎 | 最佳男主角       | 一路順風   | 獲獎 |
| 2021年 | 第15屆香港藝術發展獎                 | 傑出藝術貢獻獎   | 不適用     | 獲獎 |
| 2022年 | 第40屆香港電影金像獎                 | 終身成就獎       | 獲獎       |      |
| 2023年 | 第16屆亞洲電影大獎                   | 最佳男配角       | 風再起時   | 提名 |
| 2023年 | 第41屆香港電影金像獎                 | 最佳男配角       | 風再起時   | 獲獎 |
| 2025年 | 第31屆香港電影評論學會大獎           | 最佳男演員       | 破·地獄    | 提名 |
| 2025年 | 2024年度香港電影導演會年度大獎       | 最佳男主角       | 破·地獄    | 獲獎 |
| 2025年 | 2024年度香港電影編劇家協會大獎       | 年度最佳電影角色 | 破·地獄    | 提名 |
| 2025年 | 第18屆亞洲電影大獎                   | 最佳男主角       | 破·地獄    | 提名 |
| 2025年 | 第43屆香港電影金像獎                 | 最佳男主角       | 破·地獄    | 提名 |

## 影視媒體形象
- 《影城大亨》：2000年電視劇，由關偉倫飾演許有富，原型為許冠文。
- 《鬼馬狂想曲》：2004年電影，由劉青雲飾演社長，模仿許冠文。
- 《荃加福祿壽》：2010年綜藝節目，由李思捷扮演許半人，模仿許冠文。